# Toulo de Graffenried
Baron Emmanuel «Toulo« de Graffenried,  švicarski dirkač Formule 1, * 18. maj 1914, Pariz, Francija, † 22. januar 2007, Lonay, Švica.
Toulo de Graffenried je pokojni švicarski dirkač Formule 1. Debitiral je v sezoni 1950, ko je dvakrat s šestim mestom za mesto zgrešil točki. Prva uvrstitev v točke mu je uspela s petim mestom na domači dirki za Veliko nagrado Švice v naslednji sezoni 1951. Po slabši sezoni 1952, je v sezoni 1953 dosegel tri uvrstitve v točke, poleg dveh petih mest tudi četrto mesto na Veliki nagradi Belgije, kar je njegova najboljša uvrstitev kariere. Skupno je osvojil osmo mesto v dirkaškem prvesntvu s sedmimi točkami. Po le enem nastopu v sezoni 1956 se je upokojil.

## Popolni rezultati Formule 1
(legenda) (odebeljene dirke pomenijo najboljši štartni položaj, poševne pa najhitrejši krog, †-uvrščen kljub odstopu)
| Leto | Moštvo               | Šasija                 | Motor                 | 1      | 2       | 3     | 4       | 5     | 6       | 7       | 8       | 9       | Prv | Toč |
| ---- | -------------------- | ---------------------- | --------------------- | ------ | ------- | ----- | ------- | ----- | ------- | ------- | ------- | ------- | --- | --- |
| 1950 | Enrico Platé         | Maserati 4CLT/48       | Maserati Straight-4   | VB Ret | MON Ret | 500   | ŠVI 6   | BEL   | FRA     | ITA 6   |         |         | -   | 0   |
| 1951 | SA Alfa Romeo        | Alfa Romeo 159         | Alfa Romeo Straight-8 | ŠVI 5  | 500     | BEL   |         |       |         | ITA Ret | ŠPA 6   |         | 16. | 2   |
| 1951 | Enrico Platé         | Maserati 4CLT/48       | Maserati Straight-4   |        |         |       | FRA Ret | VB    | NEM Ret |         |         |         | 16. | 2   |
| 1952 | Enrico Platé         | Maserati-Platé 4CLT/48 | Maserati Straight-4   | ŠVI 6  | 500     | BEL   | FRA Ret | VB 19 | NEM     | NIZ     | ITA DNQ |         | -   | 0   |
| 1953 | Baron de Graffenried | Maserati A6GCM         | Maserati Straight-6   | ARG    | 500     | NIZ 5 | BEL 4   | FRA 7 | VB Ret  | NEM 5   | ŠVI Ret | ITA Ret | 8.  | 7   |
| 1954 | Baron de Graffenried | Maserati A6GCM/250F    | Maserati Straight-6   | ARG 8  | 500     | BEL   | FRA     | VB    | NEM     | ŠVI     | ITA     | ŠPA Ret | -   | 0   |
| 1956 | Scuderia Centro Sud  | Maserati 250F          | Maserati Straight-6   | ARG    | MON     | 500   | BEL     | FRA   | VB      | NEM     | ITA 7   |         | -   | 0   |